# Adeloneivaia fallax
Adeloneivaia fallax är en fjärilsart som beskrevs av Jean Baptiste Boisduval 1871/72. Adeloneivaia fallax ingår i släktet Adeloneivaia och familjen påfågelsspinnare. Inga underarter finns listade i Catalogue of Life.